# Византийско-венецианский мирный договор (1277)
Византийско-венецианский мирный договор 1277 года — соглашение между Византийской империей и Венецианской республикой, которое пересмотрело и продлило на два года предыдущий договор 1268 года между двумя державами. Соглашение было выгодно обеим сторонам: византийский император Михаил VIII Палеолог удержал венецианцев и их флот от участия в попытках Карла Анжуйского организовать антивизантийский крестовый поход, в то время как венецианцы смогли сохранить свой доступ на византийский рынок, и даже увеличить свои торговые привилегии, получив прямой доступ к Черному морю и право на свои собственные кварталы в Константинополе и Фессалониках. Кроме того, они смогли остановить византийское завоевание связанных с Венецией территорий в Эгейском море, хотя договор прямо разрешал обеим сторонам продолжать борьбу за контроль над островом Эвбея (Негропонтом). Тем не менее, короткий срок действия соглашения ясно показал, что для обеих сторон это было временное решение. После истечения срока действия договора венецианцы объединились с Карлом Анжуйским, но их планы были сорваны войной Сицилийской вечерни в 1282 г., вынудившей Венецию ещё раз возобновить мир с византийцами в 1285 году.

## Предыстория
Отвоевание Константинополя никейским императором Михаилом VIII в 1261 году и восстановление Византийской империи под властью династии Палеологов нанесли серьёзный удар по положению и коммерческим интересам Венецианской республики в Восточном Средиземноморье. Чтобы обезопасить себя от могучего венецианского флота, Палеолог также заключил союз с Генуэзской республикой, которая находилась в состоянии войны с Венецией, по Нимфейскому договору. Однако поражения генуэзцев в войне против Венеции, наряду с постепенным укреплением собственных позиций Палеолога, привели к расширению раскола между двумя союзниками. В 1264 году, когда генуэзский подеста в Константинополе был замешан в заговоре с целью передать город Манфреду Сицилийскому, император изгнал генуэзцев из византийской столицы.
После этого Палеолог начал переговоры с Венецией о заключении мирного договора. Проект соглашения был достигнут 18 июня 1265 г., но не был ратифицирован дожем Венеции Реньеро Дзено. С возвышением амбициозного Карла Анжуйского в Италии и Палеолог, и венецианцы заинтересовались взаимным сближением, что в конечном итоге привело к заключению пятилетнего мирного договора в 1268 году. Отражая улучшение переговорной позиции византийского императора, условия были более выгодными для империи, чем в 1265 года. Первоначально перемирие истекло в 1273 г., но из формулировки договора 1277 года ясно, что оно продолжало действовать ещё некоторое время после этого. Неизвестно, было ли это связано с ежегодным продлением — возможно, повторным — договора или с совершенно новым договором, который не сохранился.
Положения договора о свободном и безопасном передвижении венецианских купцов и их товаров не соблюдались византийцами неукоснительно, что вызвало бурные протесты венецианцев: в 1278 г. дож представил более 300 дел о причинении вреда венецианским кораблям, купцам, и товаров (с 1268 г.) в руках подданных императора; многие из них были пиратами на службе Византии, но также среди них были солдаты, таможенники и местные губернаторы, и даже, однажды, севастократор (возможно, сводный брат правителя Константин), ограбивший и убивший венецианского архидьякона, захваченного на корабле у Мореи. Тем не менее, после объединения церквей на Втором Лионском соборе в 1274 г., Палеолог занял прочное положение: теперь папа римский Григорий X признали его законным правителем и воспрепятствовал планам Карла Анжуйского напасть на Константинополь, попытавшись завербовать византийцев участвовать в крестовом походе по возвращению Святой Земли. В то же время византийцы добивались успехов против основанных в Эгейском море после Четвёртого крестового похода различных латинских княжеств. Во главе с латинским ренегатом Ликарио византийский флот вернул себе большую часть островов Эгейского моря и большую часть Негропонте, за исключением его столицы,, который защищал венецианский байло.

## Подписание договора
Встревоженные византийскими достижениями и угрозой, которую представляли для венецианской торговли византийские корсары, венецианцы отправили послов в Константинополь, чтобы возобновить договор 1268 г. Венецианское посольство во главе с Марино Валарессо, Марко Джустинианом и Анджело Марчелло находилось при византийском дворе уже в 1275 году. Вальтер Норден (Das Papsttum und Byzanz, 1903) предположил, что договор был подписан уже в том же году, но в источниках нет никаких подтверждений этому. Событиям способствовала смерть дожа Лоренцо Тьеполо, который сопротивлялся любым уступкам Палеологу, и приход к власти Якопо Контарини. Венецианцы также были обеспокоены возобновлением византийского договора с генуэзцами, который гарантировал им владение расположенной на другом берегу Золотого рога Галатой в Константинополе, что давало генуэзцам преимущество в торговле с империей.
2 сентября 1276 г. венецианские послы Марко Бембо и Маттео Градениго получили полномочия на ведение переговоров и заключение соглашения. Контарини старался избегать терминов, которые могли бы оскорбить Палеолога, опуская титул «Владыка одной четверти и одной восьмой Румынской империи», на который его предшественники претендовали со времен раздела Византии после четвёртого крестового похода, и ограничиваясь титулом «Владыка одной четверти и одной восьмой Ромейской империи», дож Венеции, Далмации и Хорватии, а также владыка мест и островов, подвластных его дукату" (лат. Venecie, Dalmacie et Croacie Dux, dominus terrarum et insularum suo Ducatui subiectarum). Точно так же дож осторожно обращался к Палеологу как к «императору римлян» (Imperator et moderator Romeorum) и «Новому Константину» (novus Constantinus). Градениго умер во время долгих переговоров, и 19 марта 1277 года соглашение было заключено только Бембо. Примечательно, что это соглашение было сформулировано не как договор между равными, а скорее как хризовул, акт дарения Венеции от «желающего сохранить мир со всеми христианами» императора.

### Условия
Латинский текст договора опубликован в сборнике венецианских документов Тафелем и Томасом, а его греческий текст Миклошичем и Мюллером.
Договор имел следующие пункты:
1. Перемирие на два года на суше и на море между двумя державами. После этого перемирие будет автоматически продлено ещё на шесть месяцев, если ни одна из двух договаривающихся сторон не объявит о своем намерении расторгнуть договор заранее[22][25][28].
2. Император согласился уважать венецианское владение Критом и отозвать с острова свои войска, посланные в поддержку восстания братьев Хортацев[28][29]. В следующем пункте император признал венецианское владение крепостями Модон и Корони и согласился никоим образом не беспокоить их[30][31]. Оба пункта также были в договоре 1268 года[10][32].
3. Обеим сторонам была предоставлена свобода действовать друг против друга и их союзников в Негропонте без ограничений, вплоть до его завоевания[25][30][31]. В проекте договора 1265 года Палеологу была предоставлена подобная свобода действий, но венецианским гражданам было запрещено помогать лангобардским тетрархам острова против византийцев[6][33].
4. Император признал оставшиеся островные владения двух главных латинских правителей Киклад — герцога Наксоса Марко II Санудо и сеньора Тиноса и Микеноса.Бартоломео I Гизи. Взамен два правителя обязались не помогать врагам Византии и не предоставлять убежище враждебным ей корсарам[25][30][31].
5. Император предоставил венецианцам их собственный квартал в Константинополе, простирающийся вдоль морской стены Золотого Рога, от ворот Друнгариев вглубь до церквей Св. Акиндина и Марии, оттуда до улицы Зонарая и вниз. к воротам Перама на морской стене. В этом районе император предоставил три дома для венецианского байло, его советников и для использования в качестве склада. Церкви Марии и Св. Марка должны были использоваться венецианцами, а 25 домов должны были быть предоставлены без арендной платы для использования венецианскими купцами, число которых могло колебаться в зависимости от потребностей[34][35]. Это было на том же месте, но не так обширно, как существовавший в Константинополе до Четвёртого крестового похода венецианский квартал[36]. Аналогичные меры должны были быть приняты в Фессалониках с тремя домами для лидеров венецианской общины, до 25 домов для торговцев и использованием церкви, «ранее использовавшейся армянами»[37][38]. Венецианцам также было предоставлено право арендовать дома, бани и пекарни в любой части империи в соответствии со своими потребностями[37][38].
6. Впервые был затронут вопрос о газмулах — потомках смешанных греческих и венецианских союзов во времена Латинской империи. Они должны были считаться венецианскими гражданами с соответствующими правами и свободами[37][38].
7. Как и в соглашении 1268 года,[10] венецианцы будут иметь право использовать свои собственные веса и меры и иметь свои собственные церкви латинского обряда[38][39].
8. Договор императора с генуэзцами был признан действительным, и генуэзцы не будут изгнаны из империи. Как и в договоре 1268 г., венецианцам было предписано поддерживать мир с генуэзцами между Абидосом у входа в Дарданеллы и северным входом в Босфор на Чёрном море, и любой спор между ними передавался на рассмотрение императору. Любая назначенная им компенсация должна быть выплачена в течение полугода, но если её не будет, правитель предоставит её сам[40][41][39].
9. Венецианцам было предоставлено право свободно торговать в империи, и они были освобождены от любых налогов или таможенных пошлин на венецианские товары. Невенецианские товары должны быть задекларированы. Нарушения со стороны имперских таможенников будут компенсированы из имперской казны. Венецианские купцы находились под властью и ответственностью байло и местных ректоров[42][43]. За этим последовал пункт, подтверждающий полную свободу венецианцев и неприкосновенность привилегий, запрещающий наложение каких-либо пошлин или ограничение их торговли[44][36].
10. Император обязался компенсировать венецианцам, понесшим убытки от имперских подданных или представителей с 1268 г.. Венецианцы взяли на себя взаимные обязательства[44][36].
11. Последующие пункты договора касаются юридических дел венецианцев, погибших на имперской земле, юрисдикции в случае споров или преступлений с участием византийцев и венецианцев, а также кораблекрушений[36][45], в основном повторяя условия более раннего договора[46]. Положения о покупке зерна также были повторены в изменённой форме: из-за инициированного Палеологом обесценивания золотого гиперпирона венецианцы теперь должны были платить 100 гиперпиронов вместо 50 за 100 модиевов зерна, но им было разрешено экспортировать его прямо из Чёрного моря[47][48]. Новое положение регулировало торговлю византийских купцов в самой Венеции[49].
12. Обе стороны освобождали своих заключенных[36][50].
13. Венеция обязалась не вступать в союз и не разрешать использовать свои корабли для перевозки войск любого правителя, который мог напасть на Византию[51][52]. Точно так же империя обязалась не допускать производства оружия против венецианцев и выплатить им компенсацию в противном случае[50].
14. Если какая-либо из сторон нарушала условия договора, обе стороны обязались не начинать военных действий, а вместо этого вести переговоры[31][53][54].

## Последствия
Обе стороны были осторожны, подстраховывая свои ставки ввиду нестабильной международной ситуации, о чём свидетельствует краткость договора. В частности, Венеция все ещё надеялась на осуществление крестового похода против Византии, который мог бы привести к восстановлению венецианского господства в том виде, в каком оно существовало до 1261 г.
В результате договор не был продлен после истечения срока его действия, и в 1281 году венецианцы по Орвиетскому договору вошли в антивизантийскую коалицию Карла Анжуйского, с предполагаемой датой начала похода на Константинополь в апреле 1283 г. Однако замыслы Карла были прерваны началом сицилийской вечерни в марте 1282 г. и последовавшей за ней войной с Арагоном. По условиям Орвиетского договора между Венецией и Византией существовало состояние войны. Начавшаяся Вечерня лишила венецианцев шансов восстановить свое привилегированное положение, и на время состояния войны их торговля с востоком была прервана к большой выгоде генуэзцев. После долгих переговоров в июле 1285 г. был заключен десятилетний мирный договор, по существу обновивший соглашение 1277 года.

## Венецианские требования компенсации
Пункт о компенсации, включенный в договор, был предметом споров среди современных ученых: согласно условиям, механизм компенсации должен был быть «в соответствии с формой первого перемирия», но в договоре 1268 г. ничего нет на этот счет. Однако такое положение могло быть включено в любое возобновление или пересмотр договора после 1273 года. В соответствии с этим пунктом венецианское правительство создало комиссию из трех человек для рассмотрения требований своих купцов о возмещении убытков, нанесённых имперскими представителями во время перемирия. Комиссары Джиберто Дандоло, Марино Градениго и Лоренцо Сагредо рассмотрели 339 заявлений о 257 инцидентах, ознакомившись с официальными сообщениями венецианских агентов в Эгейском море, а также с устными свидетельствами отдельных лиц, и опубликовали свой отчет в марте 1278 г. Венецианские претензии составили около 35 тыс. иперпиров, по договору 1285 г. их претензии были признаны византийским императором Андроником II, который согласился выплатить 24 тыс. в качестве компенсации.